# The Conquering Power

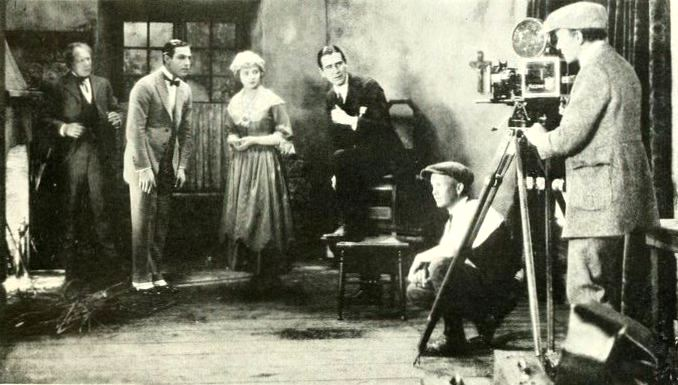
Fotografia del rodatge de la pel·lícula amb Ralph Lewis, Rodolfo Valentino i Alice Terry escoltant les indicacions del director Rex Ingram assegut a la cadira

The Conquering Power és una pel·lícula muda de la Metro dirigida per Rex Ingram i protagonitzada per Rodolfo Valentino, Alice Terry i Ralph Lewis. Basada en l’obra Eugénie Grandet d'Honoré de Balzac adaptada per June Mathis, es va estrenar el 21 de novembre de 1921.

## Argument
Després del suïcidi del seu pare, el jove dandi Charles Grandet queda a càrrec del seu oncle, Monsieur Père Grandet. Aquest, tot i ser l'home més ric de la província, obliga la seva família a viure en la pobresa per avarícia i planeja enganyar el seu nebot amb l'herència del seu pare. Charles s'enamora d’Eugenie, la filla de Père Grandet però aquest refusa la relació i fa fora Charles que marxa a Martinica. Després, Grandet mata accidentalment la seva esposa i poc a poc va esdevenint boig. Més tard, es revela que Eugenie no és realment filla de Monsieur Grandet i que si mai ho arriba a saber podrà recuperar tot l'or que originalment pertanyia a la seva mare, deixant l’home sense diners. Monsieur Grandet té una discussió violenta amb Eugenie després que aquesta trobi les cartes Charles li havia enviat i que el seu pare havia amagat. Monsieur Grandet queda atrapat accidentalment en la petita habitació on guarda el seu or. Amb la ment afectada per la mort de la seva dona i en els seus esforços per escapar és mort per un cofre d'or. Eugenie hereta una gran fortuna per lo que augmenta molt l’interès de dos rivals, el magistrat Cruchot de Bonfons i el fill del banquer local Alphonse des Grassins, per casar-s’hi. Ella és a punt de signar el seu compromís amb Cruchot quan es produeix l’arribada de Charles per reclamar-la.

## Repartiment
- Alice Terry (Eugenie Grandet)
- Rodolfo Valentino (Charles Grandet)
- Ralph Lewis (Père Grandet)
- Carrie Daumery (Madame Grandet)
- Bridgetta Clark (Madame des Grassins)
- Mark Fenton (Monsieur des Grassins)
- Ward Wing (Adolphe des Grassins)
- Eric Mayne (Victor Grandet)
- Edward Connelly (notari Cruchot)
- George Atkinson (Bonfons Cruchot)
- Willard Lee Hall (abat Cruchot)
- Mary Hearn (Nanon)
- Eugène Pouyet (Cornoiller)
- Andrée Tourneur (Annette)
- Rolfe Sedan (admirador d’Annette)

## Producció
Després del gran èxit de “The Four Horsemen of the Apocalypse” (1921) la Metro va voler aprofitar l’embranzida i produir una nova pel·lícula amb el mateix equip. June Mathis va escriure l’adaptació, que va traslladar l’acció de 1819 a l’actualitat, Rex Ingram s’encarregà de la direcció i Alice Terry, la seva esposa, i Valentino repetirien com a co-protagonistes. La relació entre Ingram i Valentino no era gaire bona i l’actor rebé moltes ofertes d'altres companyies, però Mathis, que fou qui el contractà quan era un desconegut per a protagonitzar “The Four Horsemen of the Apocalypse” el convencé de continuar a la Metro. Quan després de la producció Valentino es va enfadar per la gran quantitat d’escenes seves que havien acabat al terra del departament d’edició, abandonà la Metro per fitxar per la Famous-Players Lasky on Mathis l’acabaria seguint.